# 畑中好彦
畑中 好彦（はたなか よしひこ、1957年4月20日 - ）は、日本の実業家。アステラス製薬代表取締役社長、ソニーグループ取締役会議長、日本経団連審議員会副議長、日本製薬工業協会会長などを歴任。

## 人物
静岡県生まれ。静岡県立静岡高等学校を経て、1980年に一橋大学経済学部を卒業して藤沢薬品工業に入社。大阪で医薬情報担当者を経験したのち、1992年から3年間アメリカ合衆国駐在。青木初夫米国法人社長を説得し、医師への医療情報提供のための組織を設立するなどし、サンド（現ノバルティス）の独占状態を崩してプログラフ（タクロリムス）の販売を進めた。1995年からはドイツでヨーロッパにおけるプログラフの販売網を構築。2003年から経営企画部長を務め、メガ・ファーマに伍すための山之内製薬との合併準備委員会で藤沢薬品工業側の責任者を務めた。アステラス製薬発足後は、アステラスUS社長や最高財務責任者を務めた。
2011年アステラス製薬社長に就任。M&Aにより2015年3月期には、純利益で初めて業界首位の武田薬品工業を超えた。また主力製品の特許切れの中、がん領域への投資などで、新薬の開発を行い、2012年から販売を開始した「イクスタンジ」が2015年までに年商1000億円を達成した。2016年3月期には過去最高益を達成。同年5月から日本製薬工業協会会長。2017年3月に日本取締役協会主催のコーポレートガバナンス・オブ・ザ・イヤー2016を受賞し、伊藤邦雄審査委員からは「ガバナンスが根付いている」と評価された。
横浜DeNAベイスターズのファンである。

## 経歴
- 1957年 静岡県出身
- 1980年 一橋大学経済学部卒業、藤沢薬品工業入社
- 2003年 藤沢薬品工業 経営企画部長
- 2005年 アステラス製薬 執行役員経営戦略本部 経営企画部長[8]
- 2006年 アステラス製薬 執行役員兼Astellas US LLCプレシデント&CEO兼Astellas Pharma US,Incプレシデント&CEO[8]
- 2008年 アステラス製薬 上席執行役員兼上席執行役員兼Astellas US LLCプレシデント&CEO兼Astellas Pharma US,Incプレシデント&CEO[8]
- 2009年 アステラス製薬 上席執行役員 経営戦略・財務担当[8]
- 2011年 アステラス製薬 代表取締役社長CEO
- 2016年 日本製薬工業協会会長
- 2018年 アステラス製薬 代表取締役会長[8]、日本経団連審議員会副議長[9]
- 2019年 ソニー取締役就任[8]
- 2020年 東京医薬品工業協会会長[10]
- 2022年 資生堂取締役[11]
- 2023年3月 アステラス製薬代表取締役会長退任。
- 2023年 ソニーグループ取締役会議長[12]、積水化学工業取締役[13]